# Francis Bryan
Francis Bryan (alrededor de 1490 – 2 de febrero de 1550) fue un cortesano y diplomático inglés durante el reinado de Enrique VIII de Inglaterra. Fue el Caballero de la Cámara Privada y Justicia Mayor de Irlanda. A diferencia de muchos de sus contemporáneos, Bryan conservó siempre el favor del rey, gracias a sus oportunos cambios de opinión para estar siempre de acuerdo con él. Su falta de principios durante la caída de su prima Ana Bolena le hizo ganar el apodo de “the Vicar of Hell” (el vicario del infierno).

## Carrera
Francis Bryan nació en Cheddington, Inglaterra hacia 1490. Hijo de Sir Thomas Bryan y Margaret Bourchier, llegó a la corte a temprana edad. Allí se convirtió, junto con su cuñado Nicholas Carew, en uno de “the King’s minions” (los esbirros del rey), un grupo de jóvenes caballeros de la cámara real que supieron entenderse con Enrique, y fueron conocidos por su conducta intempestiva. En 1519, Bryan y Sir Edward Neville cayeron en desgracia ante los detractores de los "minions" cuando, durante una misión diplomática en París, lanzaron huevos y piedras a la gente.
Bajo la influencia del cardenal Thomas Wolsey, Sir Francis fue expulsado de la Cámara real en 1519, y nuevamente en 1526, como parte de las ordenanzas de Eltham. Poco después, Bryan perdió un ojo durante un torneo en Greenwich, por lo que tuvo que llevar parche a partir de entonces. Cuando en 1528 la muerte de Sir William Carey dejó una vacante en la cámara real, Bryan volvió para ocupar su lugar, posiblemente gracias a la influencia de su prima Ana Bolena. Desde entonces se volvió altamente influyente, convirtiéndose en una de las personas más favorecidas por el rey, y en uno de los cabecillas de la facción que buscaba la caída del cardenal Wolsey.
Bryan fue primo segundo tanto de Ana Bolena como de Jane Seymour, segunda y tercera esposa de Enrique VIII respectivamente. Se mantuvo como amigo del rey, llegando incluso Enrique a cesar el cortejo a una dama si es que llegaba a escuchar que Bryan estaba seriamente interesado en ella. El vicario del infierno, como era conocido, fue también un cercano aliado de Nicholas Carew, esposo de su hermana, Elizabeth Carew. Hay rumores que dicen que Elizabeth fue amante del rey en 1514, cuando ella sólo rondaba los trece años.
Sin embargo, en 1536 se unió a Thomas Cromwell para provocar la caída de su prima Ana Bolena como reina. En esta época, Cromwell acuñó el apodo de Bryan en una carta dirigida al obispo de Winchester, refiriéndose al abandono de Ana por su parte. Tras la muerte de Bolena, Bryan se convirtió en Caballero principal de la Cámara Real, pero fue expulsado en 1539 cuando Cromwell se volvió en contra de los antiguos aliados. Sir Francis volvió al favor gracias a la muerte de Cromwell, convirtiéndose en vicealmirante de la flota real, y luego en Justicia Mayor de Irlanda durante el reinado de Eduardo VI. Murió súbitamente en Clonmel, Irlanda en 1550.

## Personalidad
Bryan fue un distinguido diplomático, soldado, marinero, hombre de letras y poeta. Sin embargo siempre le siguió una reputación de rastrero y libertino, y conocido cómplice del rey en sus aventuras extramatrimoniales. Fue un oportunista, cambiando siempre sus puntos de vista de acuerdo a lo que Enrique VIII proponía, aunque también fue uno de los pocos hombres que se atrevió a desafiar los pensamientos del rey.
No ha sobrevivido ninguna representación gráfica o pictórica de Bryan.

## Matrimonio
Antes de 1522 contrajo matrimonio con Philippa Spice, hija de Humphrey Spice de Black Notley, Essex, y viuda de John Fortescue de Ponsbourne.
En agosto de 1548, se casó con Lady Joan Fitzgerald, viuda de James Butler, IX conde de Ormond, y madre de siete hijos. Se cree que este matrimonio fue una maniobra política para evitar el matrimonio entre Joan y su primo Gerald Fitzgerald, XV conde de Desmond, y no fue un matrimonio feliz. Tras la muerte e Bryan, Lady Joan se casó con FitzGerald mucho más joven que ella.

## Retratos en la ficción
Sir Francis Bryan es interpretado por el actor Alan Van Sprang en la serie televisiva The Tudors.